# Gavrilovca, Sîngerei
Gavrilovca (Gavrilești) este un sat din cadrul comunei Copăceni din raionul Sîngerei, Republica Moldova.